# Laura Chinchilla
Laura Chinchilla Miranda (sinh ngày 28 tháng 3 năm 1959) là một chính trị gia Costa Rica, và là nữ Tổng thống đầu tiên được bầu của Costa Rica. Trước đó, bà là một trong hai phó tổng thống của Óscar Arias Sánchez (người tiền nhiệm) kiêm Bộ trưởng Bộ Tư pháp. Bà là ứng cử viên Đảng Giải phóng Dân tộc (Partido Liberación Nacional) tranh cử chức Tổng thống trong cuộc tổng tuyển cử năm 2010 và bà giành với 46,76% số phiếu.
Trước khi tham gia chính trị, Chinchilla đã làm chuyên gia tư vấn của tổ chức phi chính phủ ở Mỹ Latin và châu Phi, chuyên về cải cách tư pháp và các vấn đề an ninh công cộng. Bà đã tiếp tục phục vụ chính phủ của María José Figueres Olsen với chức vụ Phó Bộ trưởng Bộ an ninh công cộng (1994-1996) và Bộ trưởng Bộ công an (1996-1998). Từ 2002-2006, bà phục vụ trong Quốc hội với chức vụ đại biểu của tỉnh San José.
Chinchilla là một trong hai Phó Chủ tịch được bầu dưới chính quyền thứ hai của Arias (2006-2010). Bà từ chức Phó tổng thống vào năm 2008 để chuẩn bị chạy đua chức vụ tổng thống vào năm 2010. Ngày 7 tháng 6 năm 2009, bà đoạt vị trí dẫn đầu của Liberación Partido Nacional (PLN) với tỷ lệ thắng cao hơn 15% so với đối thủ gần nhất của mình, và do đó được chọn là ứng cử viên tổng thống của đảng.
Bà là thành viên của Hội đồng Phụ nữ lãnh đạo thế giới.

## Quan điểm chính trị
Đảng Giải phóng Dân tộc là thành viên của Quốc tế Xã hội Chủ nghĩa (Socialist International), có phương châm là thúc đẩy nền "chính trị cấp tiến cho một thế giới tốt đẹp hơn.".
Bà chống việc hợp pháp hóa việc cho phép phá thai , kể cả dùng thuốc tránh thai khẩn cấp và hôn nhân đồng tính .
Bà phản đối mọi sự thay đổi hiến pháp nhằm tách rời sự liên kết giáo hội ra khỏi nhà nước (Hiến pháp Costa Rica ghi rõ là Costa Rica là một quốc gia Công giáo Rôma), quan điểm này ngược lại với vị tổng thống tiền nhiệm (Oscar Arias) muốn thúc đẩy một nhà nước thế tục, tách ra khỏi mọi ảnh hưởng của giáo hội 